# Paul McGuinness
Paul McGuinness (Rinteln, 16 giugno 1951) è un manager, produttore discografico e produttore cinematografico irlandese.

## Biografia
Figlio di un pilota della RAF, nasce nel 1951 in una piccola località vicino ad Hannover in un ospedale militare. Paul fu mandato in una scuola irlandese nel 1961: il Clongowes Wood College, gestito dai gesuiti. Finì i suoi studi al Trinity College di Dublino.
È il fondatore ed azionista principale della Principle Management Limited: una compagnia di management discografico, con sede a Dublino, che ha seguito fra gli altri, gli U2, PJ Harvey, Art of Noise, Paddy Casey, Mytownband, e The Rapture. Proprio grazie agli U2, Paul McGuinness ha iniziato la sua carriera. Il suo legame con il gruppo dublinese è stato talmente forte da essere definito il quinto elemento della band, è stato il loro manager dall'inizio della loro carriera fino al 2013. Attualmente è il manager di PJ Harvey e dei The Rapture. Ha inoltre gestito in precedenza Paddy Casey.
McGuinness è, inoltre, direttore della rete televisiva irlandese TV3 e degli Ardmore Studios e fa parte inoltre del Digital Hub Development Agency, della School of Film and Drama dell'University College Dublin nonché membro dello staff della radio dublinese Phantom FM che dal novembre 2004 trasmette rock alternativo in tutta la capitale irlandese.
È sposato con Kathy Gilfilan, con cui ha avuto due figli: Alexandra e Max.